# Cuộc oanh tạc Rotterdam
Cuộc oanh tạc Rotterdam là một cuộc ném bom chiến lược thành phố Rotterdam do không quân Đức thực hiện ngày 14 tháng 5 năm 1940, nằm trong cuộc tấn công Hà Lan thuộc chiến tranh thế giới thứ hai. Mục tiêu của cuộc ném bom này là nhằm hỗ trợ cho lực lượng quân Đức đang chiến đấu trong thành phố, bẻ gãy sức kháng cự của Hà Lan và buộc họ phải đầu hàng. Mặc dù cuộc đàm phán trước đó đã thành công, nhưng việc phía Đức đã không thể liên lạc kịp với các máy bay ném bom khiến cho cuộc oanh tạc không cần thiết vẫn diễn ra tại phần lớn khu trung tâm thành phố.